# Richard Marcus
Richard Marcus (* 19. Mai 1883 in Posen; † 2. Mai 1933 in Leipzig) war ein deutscher Verwaltungsbeamter.

## Leben
Richard Marcus war der Sohn des Großkaufmanns Joseph Marcus und dessen Frau Cäcilie geb. Hepner. Er besuchte das Friedrich-Wilhelm-Gymnasium in Breslau bis zum Abitur 1902 und studierte anschließend Rechtswissenschaften und Volkswirtschaftslehre an der Universität Berlin. Nach dem Referendarexamen absolvierte er den juristischen Vorbereitungsdienst am Oberlandesgericht Posen und dem Kammergericht Berlin. 1909 wurde er mit der Arbeit Der rechtliche Charakter der Generalsynode in der evangelischen Landeskirche Preußens promoviert. Nach dem Assessorexamen war er von 1912 bis 1914 mit wissenschaftlichen Arbeiten beschäftigt. Von 1914 bis 1915 arbeitete er als wissenschaftlicher Hilfsarbeiter beim Schleswig-Holsteinischen Konsistorium in Kiel.
Ab 1915 war Marcus in der Kommunalverwaltung tätig, zunächst in Berlin, später in Sachsen. Am 18. August 1919 wurde er besoldeter Stadtrat in Chemnitz (Vorstand des Kriegswirtschaftsamtes und Stadtsyndikus). Zum 1. Juli 1920 wurde er zum Amtshauptmann der Amtshauptmannschaft Chemnitz ernannt und am 1. Juni 1922 erfolgte die Ernennung zum Kreishauptmann der Kreishauptmannschaft Chemnitz. Ab 1. März 1925 war Marcus Kreishauptmann der Kreishauptmannschaft Leipzig.
Am 10. März 1933, dem Tag der Machtübernahme in Sachsen durch den Reichskommissar und SA-Obergruppenführer Manfred von Killinger, wurde Marcus aus seinem Amt als Kreishauptmann entlassen. Er starb bald darauf am 2. Mai 1933 im Leipziger Städtischen Krankenhaus St. Jakob unter ungeklärten Umständen.
Sein Bruder war der Schriftsteller Hugo Marcus (1880–1966), der als jüdischer Islam-Konvertit und Geschäftsführer der Wilmersdorfer Moschee der Lahore-Ahmadiyya-Bewegung bekannt wurde.

## Schriften
- Der rechtliche Charakter der Generalsynode in der evangelischen Landeskirche Preußens. Dissertation. Universität Breslau 1909. Sittenfeld, Berlin 1909, OCLC 458076195.